# Qaidu Khan

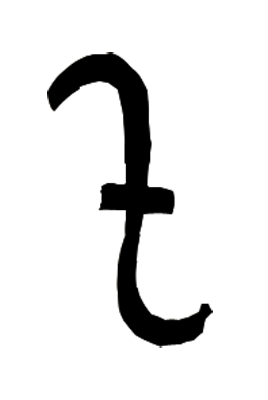
Emblem (Tamga) von Qaidu

Qaidu oder Kaidu Chan (mongolisch ᠬᠠᠢ᠌ᠳᠤ, * 1235/6; † vor Februar/März 1303) war ein Enkel Ögedeis und Erbe Dschingis Khans, der die Nomadengesellschaft bewahren wollte. Er war während des Prozesses der Teilung des Mongolischen Reiches Gegenspieler von Kublai.

## Wirken
Durch die Entmachtung seiner Familie bei der Thronbesteigung Möngke Khans (reg. 1251–1259) war er zunächst ohne Einfluss. Er stieg erst als Parteigänger Arigkbughas im Nachfolgekrieg mit Kubilai 1260–1264 wieder auf und behauptete sich anschließend in einer Reihe kleinerer Machtkämpfe, speziell gegen den Tschagatai-Khan Boraq (1269 Kuriltai am Talas).
Aufgrund von dynastischen Streitigkeiten im Hause Tschagatei setzte er sich nach dem Tod Boraqs (1271) als Seniorpartner des neuen Khans Du’a (reg. 1274/82–1306) durch und wurde so zum maßgeblichen Fürsten Innerasiens. Als solcher konnte er die zentralistische und prochinesische Politik Kubilai Khans (Yuan-Dynastie: chinesische Hauptstadt, Beamte und Denkweise) wirkungsvoll ablehnen. Die von ihm unterstützten Versuche zum Sturz der Yuan-Dynastie (z. B. Revolte des Prinzen Nayan 1287) schlugen jedoch fehl.
Qaidu war religiös tolerant, neigte zum Islam und schützte trotz seiner nomadischen Lebensweise die Städte Mittelasiens, wobei die Verwaltung von Buchara und Samarkand (unter Masud Beg; † 1289 und seinen Söhnen) weitgehend selbständig war.
Er verstarb unmittelbar nach einem erfolglosen Feldzug gegen die Yuan, bei dem er im September 1301 verwundet worden war.
Sein Sohn und Nachfolger Tschapar (auch: Capar) wurde in einer militärischen Auseinandersetzung mit den verbündeten Tschagatei und Yuan 1305/6 von Du’a besiegt und abgesetzt. Nach einem erfolglosen Umsturzversuch flohen er und seine Brüder dann schließlich 1309/10 nach China, wodurch sich das Tschagatai-Khanat neu etablieren konnte bzw. das Ögädai-Khanat endgültig verschwand.